# Hyposidra violascens
Hyposidra violascens är en fjärilsart som beskrevs av George Francis Hampson 1895. Hyposidra violascens ingår i släktet Hyposidra och familjen mätare. Inga underarter finns listade i Catalogue of Life.